# 1280
1280（千二百八十、せんにひゃくはちじゅう）は自然数、また整数において、1279の次で1281の前の数である。

## 性質
- 1280は合成数であり、約数は1, 2, 4, 5, 8, 10, 16, 20, 32, 40, 64, 80, 128, 160, 256, 320, 640, 1280である。
  - 約数の和は3066。
  - 約数を18個もつ21番目の数である。1つ前は1116、次は1300。
- 1/1280 = 0.00078125
  - 逆数が有限小数になる31番目の数である。1つ前は1250、次は1600。(オンライン整数列大辞典の数列 A003592)
- 1280 = 5 × 28
  - n = 8 のときの 5 × 2n の値とみたとき1つ前は640、次は2560。(オンライン整数列大辞典の数列 A020714)
  - n = 2 のときの 5 × n 8とみたとき1つ前は5、次は32805。
  - 2つの異なる素因数の積で p 8 × q の形で表せる2番目の数である。1つ前は768、次は1792。(オンライン整数列大辞典の数列 A179668)
- 1280 = 162 × 5
  - n = 16 のときの n 2 × 5 とみたとき1つ前は1125、次は1445。
- 1280 = 44 + 45
  - n = 4 のときの n 4 + n 5 の値とみたとき1つ前は324、次は3750。(オンライン整数列大辞典の数列 A101362)
  - n = 4 のときの nn + nn + 1 の値とみたとき１つ前は108、次は18750。(オンライン整数列大辞典の数列 A055897)
- 1280 = 43 + 63 + 103
  - 異なる3つの立方数の和1通りで表せる自然数のうち91番目の数である。1つ前は1268、次は1288。(オンライン整数列大辞典の数列 A025399)
- 約数の和が1280になる数は2個ある。(837, 1279) 約数の和2個で表せる84番目の数である。1つ前は1272、次は1328。
- 各位の和が11になる97番目の数である。1つ前は1271、次は1307。

## その他 1280 に関連すること
- 西暦1280年。
- 1280年代。
- SXGA画面の横ドット数。